# Michelle Kwanová
Michelle Wing Kwanová (nepřechýleně Kwan; * 7. července 1980, Torrance) je americká krasobruslařka, devítinásobná mistryně Spojených států, pětinásobná mistryně světa a dvojnásobná olympijská medailistka. V závodním krasobruslení se pohybuje již více než deset let a je nejúspěšnější krasobruslařkou americké historie. Díky svému expresivnímu výrazu na ledě je často nazývána jednou z nejlepších krasobruslařek všech dob.

## Životopis
Michelle Kwanová se narodila v Kalifornii jako třetí dítě Dannyho a Estelly Kwanových, čínských imigrantů z Hongkongu. Michelle se začala o krasobruslení zajímat v pěti letech, když viděla svého bratra Rona hrát lední hokej. Michelle a její starší sestra Karen začaly vážně trénovat, když bylo Michelle osm let. Každý den absolvovaly tři až čtyři lekce na ledě. Aby stihly bruslení ještě před začátkem školy, vstávaly ve tři hodiny ráno, a po skončení vyučování chodily zpět rovnou na stadion. Výdaje za zvýšený počet hodin na ledě vedly rodinu Kwanových, která patřila k pracující třídě, do tíživé finanční situace. Matka si přibrala druhé zaměstnání a otec začal pracovat přesčas, aby byl schopen financovat pronájem ledu a zaplatit poplatky za trénování.
Odhodlanost byla na Michelle znát již od raného věku. Když si například rodina nemohla dovolit koupit vánoční stromeček, Michelle se rozhodla, že jej za každou cenu musí vyhrát ve školní soutěži. Rodina Kwanových se nakonec rozhodla prodat svůj dům a přestěhovat se do menšího, ale ani to nestačilo na pokrytí všech nákladů spojených s bruslením obou dcer. Když bylo Michelle deset let, nezbývaly již rodičům žádné peníze na zaplacení trenérů. Ten rok však podala Michelle na regionální soutěži svůj do té doby nejlepší výkon, což přitáhlo pozornost vyhledávačů talentů, kteří Michelle a Karen udělili stipendium na trénování v mezinárodním tréninkovém centru Ice Castle v Lake Arrowhead v Kalifornii.
Michelle a Karen tak pokračovaly v trénování a závodění, přičemž Michelle byla tou úspěšnější.

## Závodní historie
Michelle se stala pětinásobnou mistryní světa (v letech 1996, 1998, 2000, 2001 a 2003). Vlastní tak největší počet zlatých medailí od dob Carol Heissové (1956–1960). Spolu s ní drží mezi americkými krasobruslařkami rekord v počtu vítězství na světovém šampionátu. Ziskem devíti titulů národní mistryně (1996, 1998–2005) Michelle vyrovnala rekord Maribel Vinsonové-Owenové (1928–1933,1935–1937). Osm po sobě jdoucích vítězství Michelle i jejích dvanáct po sobě jdoucích medailí na americkém šampionátu jsou rekordem historie amerického krasobruslení. Michelle získala také stříbrnou medaili na olympiádě v Naganu (Japonsko) v roce 1998 a bronzovou medaili na olympiádě v Salt Lake City v roce 2002.
Mezi poctami, kterých se Michelle dostalo, je mimo jiné i prestižní cena Sullivan Award z roku 2001. Tato cena je udělována nejlepšímu americkému amatérskému sportovci. Michelle získala tuto cenu jako první krasobruslařka od doby Dicka Buttona, který ji vyhrál v roce 1949. Za celou svou krasobruslařskou kariéru Michelle dostala na národním mistrovství a mistrovství světa celkem 57 absolutních známek (6.0),
z toho 42 jí bylo uděleno na mistrovství Ameriky. Jejímu rekordu se nejvíce blíží Brian Boitano s devíti absolutními známkami. Vzhledem k tomu, ze došlo ke změně systému hodnocení krasobruslařů z šestkové škály na bodový systém, nemůže již být rekord Michelle překonán.

### Začátek krasobruslařské kariéry
V roce 1991 začaly Michelle a Karen trénovat pod vedením slavného amerického trenéra Franka Carrolla. Po roce trénování s ním se jedenáctiletá Michelle umístila devátá na juniorském národním mistrovství. V roce 1992 ve věku 12 let složila za zády svého trenéra seniorský test, čímž postoupila do seniorské kategorie.
V roce 1993 skončila Michelle šestá na Mistrovství Ameriky seniorů a o rok později se stala americkou juniorskou mistryní.
V roce 1994 se Michelle na americkém mistrovství seniorů umístila na 2. místě za Tonyou Hardingovou, což by jí za normálních okolností vyneslo místo v americkém reprezentačním týmu pro olympiádu v norském Lillehameru. Toto místo však nakonec bylo uděleno americké mistryni z předchozího roku Nancy Kerriganové. Ta se po útoku, který na ni byl spáchán (útok je spojován s ex-manželem Tonyi Harding), nemohla kvůli zranění amerického mistrovství zúčastnit (národní mistrovství sloužilo současně jako kvalifikační závod pro olympijské hry). Třináctiletá Michelle jela do Norska jako náhradnice, ale nakonec nedostala příležitost soutěžit. Náhradou za to však byla místo Nancy Kerrigan nominována na mistrovství světa 1994, kterého se kromě Kerrigan nezúčastnila ani Tonya Harding. V konečném pořadí Michelle získala osmou příčku.
Poté, co na konci závodní sezony ukončily v roce 1994 amatérskou kariéru Nancy Kerrigan, Tonya Harding, Oksana Bajulová a jiné závodnice z olympiády v Lillehameru, skýtalo mistrovství Ameriky pro Michelle a jiné krasobruslařské naděje příležitost zvítězit. Michelle byla sice největší favoritkou na zlato, ale pád při trojitém lutzu ji nakonec o nejcennější medaili připravil. Americkou mistryni se stala Nicole Bobeková, zatímco Michele patřila již podruhé za sebou stříbrná příčka, která jí současně zajistila účast na mistrovství světa v roce 1995. Během tohoto mistrovství byla komentátory a médii často nazývána „jumping bean“; ve své volné jízdě totiž skočila čistě 7 trojitých skoků – více než kterákoliv jiná krasobruslařka. Přesto se Michelle umístila až čtvrtá, což odborníci i kouč Frank Caroll považovali za jasný signál, že je Michelle rozhodčími považována pouze za malou skokanku, které schází umělecký projev.

### Rozvoj uměleckého projevu
Po šampionátě v roce 1995 přemýšlel tým okolo Michelle, co změnit, aby dokázali Michelle přetransformovat ze skákajícího dítěte na uměleckou krasobruslařku, která by mohla mít naději získat titul olympijské šampionky. Jako předlohu pro téma její nové volné jízdy proto zvolili mýtus o princezně Salome pocházející z Nového zákona. Kouč Frank Carroll tehdy Michelle vysvětlil, že Salome byla stejně stará jako ona, že byla velmi provokativní a že si svým nápadným vzhledem a krásou získala pozornost krále. Aby Michelle mohla ztvárnit tuto roli na ledě, bylo potřeba ušít poutavý kostým a především přesvědčit otce Michelle, aby dovolil dceři nosit na ledě make-up. Nový vzhled byl pro Michelle jen součástí její nové image. Mnohem důležitější byly pro ni změny, které pozorovala sama na sobě. Naučila se cítit hudbu a interpretovat ji na ledě. Proto také lidé blízcí Michelle říkají, že by jí nová image nebyla nic platná, pokud by na ni nebyla bývala připravená. Důkazem toho, že úsilí Franka Carrolla a choreografky Lori Nicholové se vyplatilo, byly reakce krasobruslařské veřejnosti na soutěžích. Michelle se totiž změnila k nepoznání a na otázky typu „Kdo je ta dívka?“ Frank Carroll vítězoslavně odpovídal: „ale vždyť to je přece Michelle Kwan“. Kdo se na Michelle podíval, už z ní nemohl spustit oči. V tom roce (1996) Michelle získala svůj první titul americké mistryně a první titul mistryně světa, kdy těsným rozdílem porazila mistryni světa z předchozího roku, Číňanku Lu Chenovou. Obě krasobruslařky tehdy dostaly ve volné jízdě dvě absolutní známky za umělecký dojem.
V sezoně 1996–97 bruslila Michelle na hudbu „Dream of Desdemona“ (krátký program) a „Taj Mahal“ (volná jízda). V tomto roce Michelle poprvé představila spirálu se změnou hrany brusle, která je stále považována za její charakteristický pohyb na ledě. Michelle však v této sezoně měla potíže se skoky, které byly způsobené tím, že Michelle vyrostla. Navíc se nedokázala přizpůsobit novým krasobruslařským botám, jež měla propagovat v rámci smlouvy, kterou s výrobcem podepsal její otec. Během volné jízdy na národním šampionátu v roce 1997 třikrát spadla a navzdory celkovému umístění na druhé příčce následně odmítla rozhovor na kameru spolu s dalšími medailistkami Tarou Lipinskou (zlato) a Nical Bobekovou (bronz). S Tarou Lipinski také prohrála souboj titul světové šampionky. Vyhrála totiž volnou jízdu, nicméně ztrátu po pádu v krátkém programu už nedokázala dohonit.

### Olympiáda v Naganu 1998
V následující sezoně, zhruba dva měsíce před americkým mistrovstvím, jež bylo kvalifikací na olympijské hry v Naganu, prokázal u Michelle snímek z rentgenového vyšetření únavovou zlomeninu v levém chodidle. Pár týdnů před jedním z nejdůležitějších závodů kariéry měla Michelle nohu v sádře a nemohla trénovat. Podle Briana Boitana, olympijského vítěze v krasobruslařské soutěži mužů z roku 1988, bylo zranění Michelle důsledkem neustále opakovaného trénování kombinace trojitý toeloop-trojitý toeloop, prvku, který Michelle považovala za nezbytný k získání zlaté olympijské medaile. Navzdory tréninkovému deficitu předvedla Michelle na národním šampionátu výkon, který mnozí považují za absolutní vrchol její kariéry, jak po stránce technické, tak po stránce umělecké. Její krátký program Rachmaninoff byl ohodnocen šesti a volná jízda Lyra Angelica osmi nejvyššími známkami.
Po tomto ohromujícím výkonu byla Michelle jednoznačnou favoritkou olympijských her. Tíha vlastního očekávání a očekávání ostatních umocněná nedoléčeným zraněním si však vyžádala svou oběť. Michelle zajela svou jízdu bez chyby, avšak neuvolněně s jistou dávkou opatrnosti. Přetrvávající bolest v chodidle jí navíc neumožnila skočit kombinaci dvou trojitých skoků, což byla jedna z věcí, ve které jí týmová kolegyně Tara Lipinski předčila. Životní volnou jízdou si Tara zajistila zlato, čímž se ve svých 15 stala nejmladší olympijskou šampionkou v historii. Olympijská soutěž krasobruslařek tak skončila velmi těsným rozdílem. Někteří odborníci byli toho názoru, že Tara měla výhodnější pozici, neboť bruslila až na konci startovní skupiny, zatímco Michelle šla na led jako úplně první. Faktem zůstává, že Tara předvedla technicky náročnější program, ale i tak považují někteří konečné rozhodnutí porotců za sporné a obzvláště mezi fanoušky bylo intenzivně diskutováno. Těsně po olympiádě Michelle prohlásila, že se svůj olympijský neúspěch snažila nějak překonat, ale když viděla rodiče, kteří do ní vkládali veškeré naděje, rozplakala se. K dalším jejím výrokům patří, že její stříbrná medaile má sice jinou barvu, než o které snila, ale že ji přijme. Bývalá olympijská šampionka a nyní televizní komentátorka krasobruslení Peggy Flemingová vzpomíná na Michelle a její olympiádu v Naganu v ještě trochu jiném světle. V té době totiž byla Peggy Fleming diagnostikována na rakovinu prsu. Tato zpráva zastihla Michelle přímo v dějišti olympijských her. Michelle přesto neváhala zvednout telefon a zavolat Peggy, aby zjistila, jak se jí daří. Peggy jen těžko skrývala překvapení, když si uvědomila kdo jí volá a řekla Michelle do telefonu: „jsem v pohodě, nedělej si o mě starosti, teď jsou přece Tvé olympijské hry.“
Těsně po olympiádě zvítězila Michelle na mistrovství světa, kterého se nezúčastnila ani Tara Lipinski a ani Lu Chen, bronzová medailistka z Nagana.
Obě po olympiádě oficiálně ukončily amatérskou kariéru, čímž vznikl prostor pro jiné krasobruslařky, které se měly stát novými soupeřkami Michelle.

### Meziolympijské období 1998–2002
Zatímco Lipinski a Lu Chen odešly krátce po olympiádě v Naganu k profesionálům, Michelle pokračovala v závodění na amatérské úrovni. V sezoně 1998–99 bruslila Michelle na „Fate of Carmen“ (krátký program) a „Lamento D'Ariane“ (volná jízda). Na americkém šampionátu 1999 Michelle skočila kombinaci dvou trojitých toeloopů a získala svůj třetí titul mistryně USA navzdory pádu pri druhém trojitém lutzu na konci svého programu. Žádná z ostatních krasobruslařek se totiž nedokázala přiblížit jejím známkám za techniku a umělecký dojem. Naomi Nari Namová a Angela Nikodinová se umístily na druhém a třetím místě. Na světovém šampionátě 1999 se Michelle potýkala se silnou chřipkou, ale rozhodla se i přesto soutěžit. V krátkém programu se dopustila dvou velkých chyb a ve volné jízdě několika menších. Kvůli této ztrátě se umístila až na druhém místě za Marií Butyrskou a poprvé v dané sezoně prohrála.
Vítězství Michelle na národním šampionátu v roce 2000 bylo pro některé kontroverzní. I přes pád v krátkém programu rozhodčí Michelle umístili do první trojice a udrželi ji tak v boji o titul. Ve volné jízdě chybovaly Sasha Cohenová, Sarah Hughesová i Michelle, ale Michelle zvítězila. Po krátkém programu na mistrovství světa 2000 vedla Maria Butyrská, druhá byla Irina Slucká zatímco Michelle byla po pokaženém krátkém programu „A Day in The Life“ až třetí. Michelle neměla svůj osud ve vlastních rukou. K zisku titulu bylo potřeba, aby vyhrála volnou jízdu a aby ještě někdo jiný porazil Butyrskou. Ve volné jízdě na hudbu z filmu „The Red Violin“ Michelle skočila 7 trojitých skoků včetně kombinace trojitý toeloop-trojitý toeloop. To jí nakonec stačilo na celkovou výhru. Maria Butyrská skončila až třetí za druhou Irinou Sluckou.
Zatímco Sasha Cohen vynechala v roce 2001 kvůli zranění národní i světový šampionát, Sarah Hughes a Angela Nikodinov bojovaly s Michelle o americký titul, ale Michelle opět zvítězila. Všech devět rozhodčích ji zařadilo na první místo jak v krátkém programu tak ve volné jízdě. Na světovém šampionátě byly hlavními soupeřkami Michelle opět Sarah Hughes, Angela Nikodinov, Irina Slutskaya a Maria Butyrskaya. V krátkém programu se Michelle umístila se svým programem na televizní adaptaci „East of Eden“ na druhém místě za Marií Butyrskou. Volnou jízdou „Song of the Black Swan“ zahrnující 7 trojitých skoků včetně kombinace dvou trojitých toeloopů získala Michelle již čtvrtý titul mistryně světa, čímž obhájila své prvenství z předchozího roku a porušila pravidlo, kdy na předchozích mistrovstvích světa vítězila každý druhý rok. Nechybělo přitom málo k tomu, aby Michelle skončila již v kvalifikaci. 30 sekund po začátku rozbruslení své kvalifikační skupiny Michelle upadla při trojitém lutzu a když se zvedla ze země, zjistila, že nemůže bruslit na pravé brusli, protože se jí od boty oddělil podpatek. Celý zbytek rozbruslení pak strávila v zákulisí, kde jí její otec Danny botu slepoval. Vzápětí poté musela jít Michelle na hned led, aniž by si byla jistá zda její brusle spolehlivě drží, navíc s vědomím, že si před svou jízdou nestihla vyzkoušet skoky. Dlouhou dobu proto kroužila okolo stadionu, než se odhodlala zaujmout výchozí pozici. Uklidnění přineslo bezproblémové zvládnutí hned prvního skoku, trojitého loopu, při němž se krasobruslař odráží i dopadá na nohu, na které Michelle měla slepenou brusli.

### Olympiáda v Salt Lake City 2002
Olympiádě v Salt Lake City předcházely poměrně dramatické měsíce. V červnu 2001 se Michelle rozhodla ukončit spolupráci s choreografkou Lori Nichol, která pro Michelle vytvářela programy již od roku 1993. Místo ní si Michelle najala Sarah Kawaharu, jež předtím dělala pro Michelle choreografii televizních speciálů. Podle pozorovatelů to bylo příliš drastické rozhodnutí nato, že olympiáda již klepala na dveře. Hned první dvě vystoupení Michelle v sezoně nahrávala těmto kritikům vítr do plachet. Na Goodwill Games v Brisbanu i na Masters of Figure Skating v San Diegu předvedla Michelle špatné výkony a v obou soutěžích skončila poražena Irinou Sluckou. Po těchto silně nevydařených závodech dal Michelle její kouč Frank Carroll 10 návrhů, jak vylepšit svůj trénink. Michelle na to reagovala tím, že by pár dnů ráda trénovala o samotě. Frank Carroll souhlasil a řekl, že má Michelle zavolat, až ho bude chtít mít po svém boku. Tento telefonát však nikdy nepřišel. 19. října 2001 Michelle udělala to, co by mnozí označili za nepředstavitelné. Svému trenérovi, který v krasobruslení patří k nejoblíbenějším a který Michelle provázel kariérou od jejích 12 let, dala výpověď. Existovalo několik teorií, proč se Michelle odhodlala k tomuto kroku. Jedna tvrdila, že Michelle vyhodila Carolla poté, co namítal proti množství času, které Michelle trávila se svým přítelem Bradem Ferencem, obráncem NHL klubu Florida Panthers. Jiní tvrdili, že Michelle navedl Peter Oppegard, trenér a bronzový olympijský medailista z roku 1988, který byl přítelem Michelliny sestry Karen. Michelle však všechny tyto dohady popřela. Jako důvod uvedla, že musí sama nést odpovědnost za své bruslení a sama sebe motivovat k lepším výkonům. Současně zdůraznila, že jejímu rozhodnutí nepředcházely žádné hádky ani neshody s koučem a že Frank Carroll je nadále její velkým přítelem. Žádný z důvodů, které Michelle uvedla, nikoho příliš nepřesvědčil, trenéra nevyjímaje. V jednom rozhovoru z očí do očí Frank Carroll Michelle řekl: „Michelle, ale já jsem se za ty roky přece nezměnil a techniku stále učím tak, jak jsem ji učil předtím“, no což Michelle odpověděla: „Ne Franku, ty jsi se nezměnil, já jsem se změnila.“. Michelle tak celou olympijskou sezonu absolvovala bez trenéra, proto na soutěžích u mantinelu stával pouze její otec Danny, který s ní také čekal na známky v Kiss&Cry, stejně jako kdysi v dětství Michelle, když si rodiče Kwanovi nemohli dovolit platit trenéry pro své dcery.
Michelle tedy přijela na národní mistrovství 2002 bez kouče a pod drobnohledem médií, které neúnavně diskutovaly o jejím rozchodu s Carrollem a nevyrovnaných výkonech v sezoně. Tuto soutěž Michelle vyhrála s obnoveným programem Rachmaninoff, který ji 4 roky předtím na mistrovství USA před olympiádou v Salt Lake City vynesl několik šestek, a s novým programem Scheherazade pro volnou jízdu. Tím si Michelle zajistila místo v olympijském týmu, jehož členkami se staly také druhá Sasha Cohen a třetí Sarah Hughes. Michelle byla spolu s Ruskou Irinou Sluckou hlavní favoritkou na olympijské zlato. Po krátkém programu stála Michelle v čele pořadí, následovaná Irinou Sluckou, Sashou Cohen a Sarah Hughes. Avšak poté, co ve volné jízdě dopadla při kombinaci na dvě nohy a upadla při trojitém flipu, se jí zlatá medaile opět začínala vzdalovat. Nakonec sice ani Irina Slucká nepředvedla bezchybný program, jenže šestnáctiletá Sarah Hughes zajela svou životní jízdu, čímž téměř neuvěřitelným způsobem poskočila ze 4. místa na příčku nejvyšší. Po Oxaně Baiul a Taře Lipinski byla dalším teenagerem, který získal zlatou olympijskou medaili. Irina Slucká skončila druhá, zatímco na Michelle zbyl bronz. Exhibiční vystoupení Michelle mělo hořkosladký nádech, neboť Michelle bruslící na píseň od Eva Cassidy „Fields of Gold“ v kostýmu zlaté barvy dokončila vystoupení se slzami v očích. Ani napodruhé se její sen o zlaté olympijské medaili nesplnil, a tak zlatý kostým i písnička o zlatě v sobě nesly trochu ironie. Bouřlivé ovace publika však byly důkazem toho, že úspěch není vždy měřen olympijským vítězstvím.